# 750-759
De jaren 750-759 (van de christelijke jaartelling) zijn een decennium in de 8e eeuw.

## Gebeurtenissen en ontwikkelingen

### Arabische Rijk
- 750 : De Slag bij de Zab betekent het einde van het Omajjadenrijk en het begin van het Kalifaat van de Abbasiden met als hoofdstad Koefa.
- 751 : Slag om Talas. Clash tussen twee culturen, het islamitische Kalifaat van de Abbasiden aan de ene zijde en de Chinese Tang-dynastie aan de andere. De overwinning van Abbasiden betekent het begin van de islamisering van Centraal-Azië en de introductie van het papier in het westen.
- 756 : Enkele Omajjaden kunnen de slachtpartij ontvluchten. Een daarvan is emir Abd al-Rahman I, stichter van het Emiraat Córdoba (Spanje).

### Europa
- 751 : De Longobarden veroveren onder leiding van Aistulf de Adriatische Pentapolis en het exarchaat Ravenna. Ze doden de laatste Byzantijnse exarch, Eutychius.
- Paus Zacharias smeekt de Frankische hofmeier Pepijn de Korte om steun. Pepijn is die bereidt te geven in ruil voor de koningstitel. Na twee succesvolle veldtochten in 754 en 756 dwingt Pepijn de Longobarden hun veroveringen op te geven en over te dragen aan Paus Stefanus II (III); deze zogenaamde schenking van Pepijn legt de basis voor de Kerkelijke Staat. Pepijn krijgt de titel van Patricius van Rome.

## Heersers

### Europa
- Asturië: Alfons I (739-757), Fruela I (757-768)
- Beieren: Tassilo III (748-788)
- Bulgaren: Sevar (ca. 738-753), Kormisosj (ca. 753-756), Vinech (756-762)
- Byzantijnse Rijk: Constantijn V (741-775)
  - exarchaat Ravenna: Eutychius (728-752)
- Engeland en Wales
  - Essex: Swihtred (746-758), Sigeric (758-798)
  - Gwynedd: Rhodri Molwynog ap Idwal (ca. 720-754), Caradog ap Meirion (ca. 754-798)
  - Kent: Æthelberht II (725-762), Eardwulf (748-765)
  - Mercia: Æthelbald (716-757), Beornred (757), Offa (757-796)
  - Northumbria: Eadberht (736-758), Oswulf (758-759), Aethelwald Moll (759-765)
  - Wessex: Cuthred (740-756), Sigebert (756-757), Cynewulf (757-786)
- Franken: Childerik III (743-751), Pepijn de Korte (751-768)
  - hofmeier: Pepijn de Korte (741-751)
  - Aquitanië: Waifar (748-767)
- Friezen: Gundebold (748-760)
- Longobarden: Aistulf (749-756), Desiderius (756-774)
  - Benevento: Liutprand (749-758), Arechis II (758-787)
  - Spoleto: Lupus (745-752), Unnolf (752), Aistulf (752-756), Ratchis (756-757), Alboin (757-758), Desiderius (758-759), Gisulf (758-761)
- Omajjaden (Córdoba): Abd-ar-rahman I (756-788)
- Venetië (doge): Teodato Ipato (742-755), Galla Gaulo (755-756), Domenico Monegario (756-764)

### Azië
- Abbasiden (kalief van Bagdad): Abu-Abbas Al-Saffah (750-754), al-Mansoer (754-775)
- China (Tang): Tang Xuanzong (712-756), Tang Suzong (756-762)
- India
  - Chalukya: Kirtivarman II (744-755)
  - Pallava: Nandivarman II (731-795)
  - Rashtrakuta: Dantidurga (753-756), Krishna I (756-774)
- Japan: Koken (749-758), Junnin (758-764)
- Omajjaden: Marwan II (744-750)
- Silla (Korea): Gyeongdeok (742-765)
- Tibet: Tridé Tsungtsen (712-754), Trisong Detsen (756-797)

### Religie
- paus: Zacharias (741-752), Stefanus II (752-757), Paulus I (757-767)
- patriarch van Alexandrië (Grieks): Cosmas I (ca. 727-768)
- patriarch van Alexandrië (koptisch): Michaël I (743-767)
- patriarch van Antiochië (Grieks): Theofylactus (744-751), Theodorus (751-797)
- patriarch van Antiochië (Syrisch): Iwanis I (740-754), Euwanis I (754-?), Athanasius al-Sandali (?-758), Georgius I (758-790)
- patriarch van Constantinopel: Anastasius (730-754), Constantijn II (754-766)
- imam (sjiieten): Jafer Sadiq (732-765)

<< · 750 · 751 · 752 · 753 · 754 · 755 · 756 · 757 · 758 · 759 · >>
<< · 700-709 · 710-719 · 720-729 · 730-739 · 740-749 · 750-759 · 760-769 · 770-779 · 780-789 · 790-799 · >>